# Папалау Авеле
Папалау Авеле (нар. 1 лютого 1995, Порт-Морсбі, Папуа Нова Гвінея) — папуаський футболіст, півзахисник клубу «Хекарі Юнайтед» та збірної Папуа Нової Гвінеї.

## Клубна кар'єра
В сезоні 2014/15 років виступав у клубі «Беста Юнайтед ПНГ». Вдалі виступи у команді з Лае не залишилися непоміченими з боку найтитулованішого клубу країни, «Хекарі Юнайтед». І вже починаючи з сезону 2015/16 років він виступає у складі саме цього клубу.

## Кар'єра в збірних
Папалау пройшов усі щаблі молодіжних збірних, загалом у футболці збірної Папуа Нової Гвінеї різних вікових категорій він зіграв 19 поєдинків, забив 2 м'ячі. У 2016 році Папалау Авеле дебютував у головній збірній Папуа Нової Гвінеї.